# 6 uur van Spa-Francorchamps 2019
De 6 uur van Spa-Francorchamps 2019 was de zevende race van het FIA World Endurance Championship-seizoen 2018-2019. De race werd verreden op 4 mei 2019 op het Circuit de Spa-Francorchamps nabij Spa, België.
De race werd gewonnen door de Toyota Gazoo Racing #8 van Fernando Alonso, Sébastien Buemi en Kazuki Nakajima. De LMP2-klasse werd gewonnen door de DragonSpeed #31 van Anthony Davidson, Roberto González en Pastor Maldonado. De LMGTE Pro-klasse werd gewonnen door de Aston Martin Racing #97 van Alex Lynn en Maxime Martin. De LMGTE Am-klasse werd gewonnen door de Dempsey-Proton Racing #77 van Matt Campbell, Riccardo Pera en Christian Ried.

## Kwalificatie
Tijden vetgedrukt betekent de snelste tijd in die klasse.
| Pos. | Klasse    | No. | Team                      | Tijd      | Grid |
| ---- | --------- | --- | ------------------------- | --------- | ---- |
| 1    | LMP1      | 7   | Toyota Gazoo Racing       | 1:53.747  | 1    |
| 2    | LMP1      | 8   | Toyota Gazoo Racing       | 1:54.243  | 2    |
| 3    | LMP1      | 17  | SMP Racing                | 1:54.711  | 3    |
| 4    | LMP1      | 3   | Rebellion Racing          | 1:55.640  | 4    |
| 5    | LMP1      | 11  | SMP Racing                | 1:56.018  | 5    |
| 6    | LMP1      | 1   | Rebellion Racing          | 1:56.021  | 6    |
| 7    | LMP2      | 26  | G-Drive Racing            | 2:00.674  | 7    |
| 8    | LMP2      | 38  | Jackie Chan DC Racing     | 2:01.225  | 8    |
| 9    | LMP2      | 37  | Jackie Chan DC Racing     | 2:01.558  | 9    |
| 10   | LMP2      | 31  | DragonSpeed               | 2:01.816  | 10   |
| 11   | LMP2      | 36  | Signatech Alpine Matmut   | 2:01.832  | 11   |
| 12   | LMP1      | 4   | ByKolles Racing Team      | 2:02.246  | 12   |
| 13   | LMP2      | 29  | Racing Team Nederland     | 2:03.959  | 13   |
| 14   | LMP2      | 28  | TDS Racing                | 2:04.967  | 14   |
| 15   | LMP2      | 50  | Larbre Compétition        | 2:06.234  | 15   |
| 16   | LMGTE Pro | 67  | Ford Chip Ganassi Team UK | 2:12.885  | 16   |
| 17   | LMGTE Pro | 97  | Aston Martin Racing       | 2:12.952  | 17   |
| 18   | LMGTE Pro | 82  | BMW Team MTEK             | 2:12.977  | 18   |
| 19   | LMGTE Pro | 81  | BMW Team MTEK             | 2:13.313  | 19   |
| 20   | LMGTE Pro | 95  | Aston Martin Racing       | 2:13.341  | 20   |
| 21   | LMGTE Pro | 66  | Ford Chip Ganassi Team UK | 2:13.392  | 21   |
| 22   | LMGTE Pro | 92  | Porsche GT Team           | 2:13.683  | 22   |
| 23   | LMGTE Pro | 91  | Porsche GT Team           | 2:13.836  | 23   |
| 24   | LMGTE Pro | 51  | AF Corse                  | 2:14.060  | 24   |
| 25   | LMGTE Pro | 71  | AF Corse                  | 2:14.182  | 25   |
| 26   | LMGTE Am  | 90  | TF Sport                  | 2:16.061  | 26   |
| 27   | LMGTE Am  | 88  | Dempsey-Proton Racing     | 2:16.171  | 27   |
| 28   | LMGTE Am  | 56  | Team Project 1            | 2:16.390  | 28   |
| 29   | LMGTE Am  | 77  | Dempsey-Proton Racing     | 2:17.005  | 29   |
| 30   | LMGTE Am  | 98  | Aston Martin Racing       | 2:17.093  | 30   |
| 31   | LMGTE Am  | 54  | Spirit of Race            | 2:17.173  | 31   |
| 32   | LMGTE Am  | 61  | Clearwater Racing         | 2:17.288  | 32   |
| 33   | LMGTE Am  | 86  | Gulf Racing UK            | 2:19.225  | 33   |
| 34   | LMGTE Am  | 70  | MR Racing                 | Geen tijd | 34   |

## Uitslag
Winnaars in hun klasse zijn vetgedrukt; LMP1 is rood, LMP2 is blauw, LMGTE Pro is groen en LMGTE Am is oranje. Vanwege sneeuwval werd de race vroegtijdig beëindigd.
| Pos. | Klasse    | No. | Team                      | Coureurs                                                | Chassis                       | Banden | Ronden | Tijd/Reden  |
| Pos. | Klasse    | No. | Team                      | Coureurs                                                | Motor                         | Banden | Ronden | Tijd/Reden  |
| ---- | --------- | --- | ------------------------- | ------------------------------------------------------- | ----------------------------- | ------ | ------ | ----------- |
| 1    | LMP1      | 8   | Toyota Gazoo Racing       | Fernando Alonso Sébastien Buemi Kazuki Nakajima         | Toyota TS050 Hybrid           | M      | 133    | 5:44:41.101 |
| 1    | LMP1      | 8   | Toyota Gazoo Racing       | Fernando Alonso Sébastien Buemi Kazuki Nakajima         | Toyota 2.4 L Turbo V6         | M      | 133    | 5:44:41.101 |
| 2    | LMP1      | 3   | Rebellion Racing          | Nathanaël Berthon Thomas Laurent Gustavo Menezes        | Rebellion R13                 | M      | 132    | +1 ronde    |
| 2    | LMP1      | 3   | Rebellion Racing          | Nathanaël Berthon Thomas Laurent Gustavo Menezes        | Gibson GL458 4.5 L V8         | M      | 132    | +1 ronde    |
| 3    | LMP1      | 11  | SMP Racing                | Michail Aljosjin Vitali Petrov Stoffel Vandoorne        | BR Engineering BR1            | M      | 132    | +1 ronde    |
| 3    | LMP1      | 11  | SMP Racing                | Michail Aljosjin Vitali Petrov Stoffel Vandoorne        | AER P60B 2.4 L Turbo V6       | M      | 132    | +1 ronde    |
| 4    | LMP1      | 17  | SMP Racing                | Jegor Oroedzjev Stéphane Sarrazin Sergej Sirotkin       | BR Engineering BR1            | M      | 131    | +2 ronden   |
| 4    | LMP1      | 17  | SMP Racing                | Jegor Oroedzjev Stéphane Sarrazin Sergej Sirotkin       | AER P60B 2.4 L Turbo V6       | M      | 131    | +2 ronden   |
| 5    | LMP1      | 1   | Rebellion Racing          | Neel Jani André Lotterer Bruno Senna                    | Rebellion R13                 | M      | 130    | +3 ronden   |
| 5    | LMP1      | 1   | Rebellion Racing          | Neel Jani André Lotterer Bruno Senna                    | Gibson GL458 4.5 L V8         | M      | 130    | +3 ronden   |
| 6    | LMP1      | 7   | Toyota Gazoo Racing       | Mike Conway Kamui Kobayashi José María López            | Toyota TS050 Hybrid           | M      | 129    | +4 ronden   |
| 6    | LMP1      | 7   | Toyota Gazoo Racing       | Mike Conway Kamui Kobayashi José María López            | Toyota 2.4 L Turbo V6         | M      | 129    | +4 ronden   |
| 7    | LMP2      | 31  | DragonSpeed               | Anthony Davidson Roberto González Pastor Maldonado      | Oreca 07                      | M      | 129    | +4 ronden   |
| 7    | LMP2      | 31  | DragonSpeed               | Anthony Davidson Roberto González Pastor Maldonado      | Gibson GK428 4.2 L V8         | M      | 129    | +4 ronden   |
| 8    | LMP2      | 26  | G-Drive Racing            | Roman Roesinov Job van Uitert Jean-Éric Vergne          | Oreca 07                      | D      | 129    | +4 ronden   |
| 8    | LMP2      | 26  | G-Drive Racing            | Roman Roesinov Job van Uitert Jean-Éric Vergne          | Gibson GK428 4.2 L V8         | D      | 129    | +4 ronden   |
| 9    | LMP2      | 36  | Signatech Alpine Matmut   | Nicolas Lapierre André Negrão Pierre Thiriet            | Alpine A470                   | D      | 129    | +4 ronden   |
| 9    | LMP2      | 36  | Signatech Alpine Matmut   | Nicolas Lapierre André Negrão Pierre Thiriet            | Gibson GK428 4.2 L V8         | D      | 129    | +4 ronden   |
| 10   | LMP2      | 38  | Jackie Chan DC Racing     | Gabriel Aubry Stéphane Richelmi Ho-Pin Tung             | Oreca 07                      | D      | 129    | +4 ronden   |
| 10   | LMP2      | 38  | Jackie Chan DC Racing     | Gabriel Aubry Stéphane Richelmi Ho-Pin Tung             | Gibson GK428 4.2 L V8         | D      | 129    | +4 ronden   |
| 11   | LMP2      | 28  | TDS Racing                | Norman Nato François Perrodo Matthieu Vaxivière         | Oreca 07                      | D      | 128    | +5 ronden   |
| 11   | LMP2      | 28  | TDS Racing                | Norman Nato François Perrodo Matthieu Vaxivière         | Gibson GK428 4.2 L V8         | D      | 128    | +5 ronden   |
| 12   | LMP2      | 29  | Racing Team Nederland     | Frits van Eerd Giedo van der Garde Nyck de Vries        | Dallara P217                  | M      | 127    | +6 ronden   |
| 12   | LMP2      | 29  | Racing Team Nederland     | Frits van Eerd Giedo van der Garde Nyck de Vries        | Gibson GK428 4.2 L V8         | M      | 127    | +6 ronden   |
| 13   | LMP2      | 37  | Jackie Chan DC Racing     | David Heinemeier Hansson Jordan King Will Stevens       | Oreca 07                      | D      | 127    | +6 ronden   |
| 13   | LMP2      | 37  | Jackie Chan DC Racing     | David Heinemeier Hansson Jordan King Will Stevens       | Gibson GK428 4.2 L V8         | D      | 127    | +6 ronden   |
| 14   | LMP2      | 50  | Larbre Compétition        | Nicholas Boulle Erwin Creed Romano Ricci                | Ligier JS P217                | M      | 126    | +7 ronden   |
| 14   | LMP2      | 50  | Larbre Compétition        | Nicholas Boulle Erwin Creed Romano Ricci                | Gibson GK428 4.2 L V8         | M      | 126    | +7 ronden   |
| 15   | LMGTE Pro | 97  | Aston Martin Racing       | Alex Lynn Maxime Martin                                 | Aston Martin Vantage AMR      | M      | 124    | +9 ronden   |
| 15   | LMGTE Pro | 97  | Aston Martin Racing       | Alex Lynn Maxime Martin                                 | Aston Martin 4.0 L Turbo V8   | M      | 124    | +9 ronden   |
| 16   | LMGTE Pro | 51  | AF Corse                  | James Calado Alessandro Pier Guidi                      | Ferrari 488 GTE Evo           | M      | 124    | +9 ronden   |
| 16   | LMGTE Pro | 51  | AF Corse                  | James Calado Alessandro Pier Guidi                      | Ferrari F154CB 4.0 L Turbo V8 | M      | 124    | +9 ronden   |
| 17   | LMGTE Pro | 92  | Porsche GT Team           | Michael Christensen Kévin Estre                         | Porsche 911 RSR               | M      | 124    | +9 ronden   |
| 17   | LMGTE Pro | 92  | Porsche GT Team           | Michael Christensen Kévin Estre                         | Porsche 4.0 L Flat-6          | M      | 124    | +9 ronden   |
| 18   | LMGTE Pro | 82  | BMW Team MTEK             | António Félix da Costa Augusto Farfus                   | BMW M8 GTE                    | M      | 124    | +9 ronden   |
| 18   | LMGTE Pro | 82  | BMW Team MTEK             | António Félix da Costa Augusto Farfus                   | BMW S63 4.0 L Turbo V8        | M      | 124    | +9 ronden   |
| 19   | LMGTE Pro | 67  | Ford Chip Ganassi Team UK | Andy Priaulx Harry Tincknell                            | Ford GT                       | M      | 124    | +9 ronden   |
| 19   | LMGTE Pro | 67  | Ford Chip Ganassi Team UK | Andy Priaulx Harry Tincknell                            | Ford EcoBoost 3.5L Turbo V6   | M      | 124    | +9 ronden   |
| 20   | LMGTE Pro | 71  | AF Corse                  | Sam Bird Davide Rigon                                   | Ferrari 488 GTE Evo           | M      | 124    | +9 ronden   |
| 20   | LMGTE Pro | 71  | AF Corse                  | Sam Bird Davide Rigon                                   | Ferrari F154CB 3.9 L Turbo V8 | M      | 124    | +9 ronden   |
| 21   | LMGTE Pro | 95  | Aston Martin Racing       | Marco Sørensen Nicki Thiim                              | Aston Martin Vantage AMR      | M      | 124    | +9 ronden   |
| 21   | LMGTE Pro | 95  | Aston Martin Racing       | Marco Sørensen Nicki Thiim                              | Aston Martin 4.0 L Turbo V8   | M      | 124    | +9 ronden   |
| 22   | LMGTE Pro | 91  | Porsche GT Team           | Gianmaria Bruni Richard Lietz                           | Porsche 911 RSR               | M      | 124    | +9 ronden   |
| 22   | LMGTE Pro | 91  | Porsche GT Team           | Gianmaria Bruni Richard Lietz                           | Porsche 4.0 L Flat-6          | M      | 124    | +9 ronden   |
| 23   | LMGTE Pro | 81  | BMW Team MTEK             | Nick Catsburg Martin Tomczyk                            | BMW M8 GTE                    | M      | 124    | +9 ronden   |
| 23   | LMGTE Pro | 81  | BMW Team MTEK             | Nick Catsburg Martin Tomczyk                            | BMW S63 4.0 L Turbo V8        | M      | 124    | +9 ronden   |
| 24   | LMGTE Pro | 66  | Ford Chip Ganassi Team UK | Stefan Mücke Olivier Pla                                | Ford GT                       | M      | 123    | +10 ronden  |
| 24   | LMGTE Pro | 66  | Ford Chip Ganassi Team UK | Stefan Mücke Olivier Pla                                | Ford EcoBoost 3.5L Turbo V6   | M      | 123    | +10 ronden  |
| 25   | LMGTE Am  | 77  | Dempsey-Proton Racing     | Matt Campbell Riccardo Pera Christian Ried              | Porsche 911 RSR               | M      | 122    | +11 ronden  |
| 25   | LMGTE Am  | 77  | Dempsey-Proton Racing     | Matt Campbell Riccardo Pera Christian Ried              | Porsche 4.0 L Flat-6          | M      | 122    | +11 ronden  |
| 26   | LMGTE Am  | 90  | TF Sport                  | Charlie Eastwood Euan Hankey Salih Yoluç                | Aston Martin Vantage GTE      | M      | 122    | +11 ronden  |
| 26   | LMGTE Am  | 90  | TF Sport                  | Charlie Eastwood Euan Hankey Salih Yoluç                | Aston Martin 4.5 L V8         | M      | 122    | +11 ronden  |
| 27   | LMGTE Am  | 61  | Clearwater Racing         | Matteo Cressoni Matt Griffin Luís Pérez Companc         | Ferrari 488 GTE               | M      | 122    | +11 ronden  |
| 27   | LMGTE Am  | 61  | Clearwater Racing         | Matteo Cressoni Matt Griffin Luís Pérez Companc         | Ferrari F154CB 3.9 L Turbo V8 | M      | 122    | +11 ronden  |
| 28   | LMGTE Am  | 54  | Spirit of Race            | Francesco Castellacci Giancarlo Fisichella Thomas Flohr | Ferrari 488 GTE               | M      | 122    | +11 ronden  |
| 28   | LMGTE Am  | 54  | Spirit of Race            | Francesco Castellacci Giancarlo Fisichella Thomas Flohr | Ferrari F154CB 3.9 L Turbo V8 | M      | 122    | +11 ronden  |
| 29   | LMGTE Am  | 56  | Team Project 1            | Jörg Bergmeister Patrick Lindsey Egidio Perfetti        | Porsche 911 RSR               | M      | 122    | +11 ronden  |
| 29   | LMGTE Am  | 56  | Team Project 1            | Jörg Bergmeister Patrick Lindsey Egidio Perfetti        | Porsche 4.0 L Flat-6          | M      | 122    | +11 ronden  |
| 30   | LMGTE Am  | 98  | Aston Martin Racing       | Paul Dalla Lana Pedro Lamy Mathias Lauda                | Aston Martin Vantage GTE      | M      | 121    | +12 ronden  |
| 30   | LMGTE Am  | 98  | Aston Martin Racing       | Paul Dalla Lana Pedro Lamy Mathias Lauda                | Aston Martin 4.5 L V8         | M      | 121    | +12 ronden  |
| 31   | LMGTE Am  | 86  | Gulf Racing UK            | Ben Barker Thomas Preining Michael Wainwright           | Porsche 911 RSR               | M      | 121    | +12 ronden  |
| 31   | LMGTE Am  | 86  | Gulf Racing UK            | Ben Barker Thomas Preining Michael Wainwright           | Porsche 4.0 L Flat-6          | M      | 121    | +12 ronden  |
| 32   | LMGTE Am  | 70  | MR Racing                 | Olivier Beretta Eddie Cheever III Motoaki Ishikawa      | Ferrari 488 GTE               | M      | 120    | +13 ronden  |
| 32   | LMGTE Am  | 70  | MR Racing                 | Olivier Beretta Eddie Cheever III Motoaki Ishikawa      | Ferrari F154CB 3.9 L Turbo V8 | M      | 120    | +13 ronden  |
| 33   | LMGTE Am  | 88  | Dempsey-Proton Racing     | Matteo Cairoli Gianluca Roda Giorgio Roda               | Porsche 911 RSR               | M      | 115    | +18 ronden  |
| 33   | LMGTE Am  | 88  | Dempsey-Proton Racing     | Matteo Cairoli Gianluca Roda Giorgio Roda               | Porsche 4.0 L Flat-6          | M      | 115    | +18 ronden  |
| 34   | LMP1      | 4   | ByKolles Racing Team      | Tom Dillmann Paolo Ruberti Oliver Webb                  | ENSO CLM P1/01                | M      | 95     | +38 ronden  |
| 34   | LMP1      | 4   | ByKolles Racing Team      | Tom Dillmann Paolo Ruberti Oliver Webb                  | Nismo VRX30A 3.0 L Turbo V6   | M      | 95     | +38 ronden  |

## Tussenstanden na wedstrijd
LMP (coureurs)
| Pos | Coureur                                         | Punten |
| --- | ----------------------------------------------- | ------ |
| 1   | Fernando Alonso Sébastien Buemi Kazuki Nakajima | 160    |
| 2   | Mike Conway Kamui Kobayashi José María López    | 129    |
| 3   | Thomas Laurent Gustavo Menezes                  | 99     |
| 4   | Mathias Beche                                   | 73     |
| 5   | Neel Jani André Lotterer                        | 73     |

LMP1 (teams)
| Pos | Team                 | Punten |
| --- | -------------------- | ------ |
| 1   | Toyota Gazoo Racing  | 177    |
| 2   | Rebellion Racing     | 116    |
| 3   | SMP Racing           | 86     |
| 4   | ByKolles Racing Team | 22,5   |
| 5   | DragonSpeed          | 8,5    |

GTE (coureurs)
| Pos | Coureur                            | Punten |
| --- | ---------------------------------- | ------ |
| 1   | Michael Christensen Kévin Estre    | 140    |
| 2   | Gianmaria Bruni Richard Lietz      | 104    |
| 3   | James Calado Alessandro Pier Guidi | 98,5   |
| 4   | Stefan Mücke Olivier Pla           | 70     |
| 5   | Andy Priaulx Harry Tincknell       | 67     |

GTE (constructeurs)
| Pos | Constructeur | Punten |
| --- | ------------ | ------ |
| 1   | Porsche      | 246    |
| 2   | Ferrari      | 153    |
| 3   | Ford         | 137    |
| 4   | Aston Martin | 133    |
| 5   | BMW          | 101    |

LMP2 (coureurs)
| Pos | Coureur                                      | Punten |
| --- | -------------------------------------------- | ------ |
| 1   | Nicolas Lapierre André Negrão Pierre Thiriet | 143    |
| 2   | Gabriel Aubry Stéphane Richelmi Ho-Pin Tung  | 139    |
| 3   | Roberto González Pastor Maldonado            | 117    |
| 4   | Jazeman Jaafar Nabil Jeffri Weiron Tan       | 98     |
| 5   | Anthony Davidson                             | 83     |

LMP2 (teams)
| Pos | Nr | Team                    | Punten |
| --- | -- | ----------------------- | ------ |
| 1   | 36 | Signatech Alpine Matmut | 143    |
| 2   | 38 | Jackie Chan DC Racing   | 139    |
| 3   | 37 | Jackie Chan DC Racing   | 138    |
| 4   | 31 | DragonSpeed             | 117    |
| 5   | 29 | Racing Team Nederland   | 70     |

GTE Am (coureurs)
| Pos | Coureur                                                 | Punten |
| --- | ------------------------------------------------------- | ------ |
| 1   | Jörg Bergmeister Patrick Lindsey Egidio Perfetti        | 113    |
| 2   | Francesco Castellacci Giancarlo Fisichella Thomas Flohr | 90     |
| 3   | Charlie Eastwood Salih Yoluç                            | 87     |
| 4   | Matt Campbell Christian Ried                            | 83     |
| 5   | Paul Dalla Lana Pedro Lamy Mathias Lauda                | 77     |

GTE Am (teams)
| Pos | Nr | Team                  | Punten |
| --- | -- | --------------------- | ------ |
| 1   | 56 | Team Project 1        | 113    |
| 2   | 54 | Spirit of Race        | 90     |
| 3   | 90 | TF Sport              | 87     |
| 4   | 77 | Dempsey-Proton Racing | 83     |
| 5   | 98 | Aston Martin Racing   | 77     |